# Arnoldus van Walsum (1890-1957)

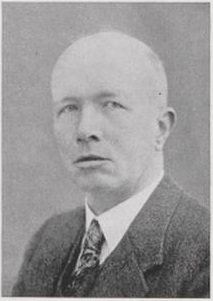
Van Walsum (ca. 1938)

Arnoldus van Walsum (Krimpen aan den IJssel, 30 januari 1890 - Gorssel, 30 oktober 1957) was een Nederlandse burgemeester van de Christelijk-Historische Unie (CHU).
Hij bezocht de handelsschool en werd daarna volontair bij de gemeentesecretarie van Ouderkerk aan den IJssel. Vanaf 1915 was hij dertien jaar burgemeester van Krimpen aan den IJssel. Daarna was hij burgemeester van Vlaardingen en in 1938 volgde zijn benoeming tot burgemeester van Zwolle. In mei 1940 werd Nederland bezet door nazi-Duitsland en kort voor de capitulatie had hij zich op de radiodistributie kritisch uitgelaten over het feit dat koningin Wilhelmina Nederland had verlaten. Nadat hij twee keer weigerde inzage te geven in het bevolkingsregister uit vrees voor mogelijke consequenties voor zijn joodse burgers werd hij door de Duitsers gearresteerd. Op 26 juni 1940 werd hij vrijgelaten en meteen ontslagen en daarmee was hij de eerste Nederlandse burgemeester die ontslagen werd vanwege zijn anti-Duitse houding. Na de bevrijding van Zwolle ging hij ervan uit dat hij daar weer burgemeester zou worden. Vermoedelijk door zijn kritiek op koningin Wilhelmina gebeurde dat niet en werd M.P.M. van Karnebeek door het Militair Gezag aangesteld als (waarnemend) burgemeester. In de periode van 1951 tot 1956 was Van Walsum nog waarnemend burgemeester van Waarder, Barwoutswaarder en Rietveld.

## Privé
Van Walsum trouwde op 16 mei 1918 met Josina Schoon Thim. Samen kregen ze acht kinderen. Ten tijde van Van Walsums burgemeesterschap in Zwolle woonde het gezin aan de Wipstrikkerallee. Zijn jongere broer Gerard van Walsum is ook burgemeester geweest; onder andere van Rotterdam.

## Burgemeester Van Walsumlaan en -plein
Ter ere van deze burgemeester heeft het stadsdeel Zwolle-Zuid een Burgemeester Van Walsumlaan.
In Krimpen aan den IJssel is in de wijk Oud-Krimpen een Burgemeester Van Walsumplein naar hem vernoemd.